# Beaumont (Mississippi)
Beaumont è una città (town) degli Stati Uniti d'America, situata nella contea di Perry, nello Stato del Mississippi.